# Þórisvatn
Þórisvatn er den største sø på Island og ligger længst syd for hovedvejen Sprengisandur på Det islandske højland.
Søen er et reservoir med et areal på omtrent 88 km² og er 109 meter dyb. Den opsamler vandet fra elven Þjórsá, som kommer ned fra gletsjeren Hofsjökull og Þjórsá. Vand fra reservoiret bliver brugt til produktion af elektricitet. Som de fleste islandske søer, som stort set alle er gletsjersøer eller vulkanske søer har den en kraftig grøn farve.